# Škarda
Škarda je hrvatski jadranski otok. Nalazi se između otoka Premude i Ista. 
Naselje Škarda, koje se sastoji od 16 kuća, od 1990-ih je napušteno.
Prema sjeverozapadu, 2 km preko Premudskih vrata, nalazi se otok Premuda.
Nekih 700-800 m prema istoku, preko Škardskih vrata, nalazi se otok Ist, a jugoistočno otočići Dužac, Sestrice, Vodenjak i ostali.
Ploveći prema sjeveru, preko Premudskih vrata u Silbanski kanal, dolazi se na tri otočića (iako se zovu grebenima), Zapadni greben, Srednji greben i Južni greben.
Ploveći prema istoku, uplovilo bi se u Virsko more.
Ploveći prema zapadu, odlazi se na otvoreno more.

## Zemljopisne osobine
Najsjevernija točka mu je rt Glavica.
Najjužnija točka mu je rt Satrin.
Najzapadnija točka mu je Suhi rt.
Najistočnija točka mu je rt Čimbelić.
Najviši vrh mu je Vela Čimba, 102 m nadmorske visine.

## Vanjske poveznice
|  | Zajednički poslužitelj ima još gradiva o temi Škarda |